# Okręg wyborczy nr 51 do Sejmu Polskiej Rzeczypospolitej Ludowej (1989–1991)
Okręg wyborczy nr 51 do Sejmu Polskiej Rzeczypospolitej Ludowej (1989–1991) obejmował województwo krośnieńskie. W ówczesnym kształcie został utworzony w 1989. Wybieranych było w nim 5 posłów w systemie większościowym.
Siedzibą okręgowej komisji wyborczej było Krosno.

## Wybory parlamentarne 1989

### Mandat nr 201 –Polska Zjednoczona Partia Robotnicza
| Kandydat | I tura | I tura | II tura | II tura |
| Kandydat | Głosów | %      | Głosów  | %       |
| --- | ------ | ------ | ------- | ------- |
| Jan Pawlik | 26 356 | 13,30  | 27 540  | 40,96   |
| Maria Czenczek                                                                                                 | 24 114 | 12,17  | 28 869  | 42,94   |
| Wiesław Nawrot                                                                                                 | 13 176 | 6,65   | —       | —       |
| Zdzisław Fogielman                                                                                             | 8473   | 4,28   | —       | —       |
| Liczba głosów ważnych: 198 189 (I tura) • 67 237 (II tura) Źródło: Państwowa Komisja Wyborcza I tura i II tura |        |        |         |         |

### Mandat nr 202 –Polska Zjednoczona Partia Robotnicza
| Kandydat | I tura | I tura | II tura | II tura |
| Kandydat | Głosów | %      | Głosów  | %       |
| --- | ------ | ------ | ------- | ------- |
| Zbigniew Balik                                                                                                 | 29 591 | 14,89  | 36 629  | 54,61   |
| Edward Sikorski                                                                                                | 22 968 | 11,56  | 20 382  | 30,39   |
| Julian Bartkowski                                                                                              | 9914   | 4,99   | —       | —       |
| Marian Majka                                                                                                   | 8498   | 4,28   | —       | —       |
| Liczba głosów ważnych: 198 671 (I tura) • 67 078 (II tura) Źródło: Państwowa Komisja Wyborcza I tura i II tura |        |        |         |         |

### Mandat nr 203 –Zjednoczone Stronnictwo Ludowe
| Kandydat | I tura | I tura | II tura | II tura |
| Kandydat | Głosów | %      | Głosów  | %       |
| --- | ------ | ------ | ------- | ------- |
| Emilia Pogonowska-Jucha                                                                                        | 26 580 | 13,39  | 31 855  | 47,61   |
| Kazimierz Pomykała                                                                                             | 17 116 | 8,62   | 24 059  | 35,96   |
| Antoni Bogdanowicz                                                                                             | 16 789 | 8,46   | —       | —       |
| Eugeniusz Królikowski                                                                                          | 15 386 | 7,75   | —       | —       |
| Liczba głosów ważnych: 198 482 (I tura) • 66 907 (II tura) Źródło: Państwowa Komisja Wyborcza I tura i II tura |        |        |         |         |

### Mandat nr 204 – bezpartyjny
| Kandydat                                                          | Głosów  | %     |
| ----------------------------------------------------------------- | ------- | ----- |
| Paweł Chrupek                                                     | 179 150 | 82,76 |
| Andrzej Wal                                                       | 29 675  | 13,71 |
| Liczba głosów ważnych: 216 472 Źródło: Państwowa Komisja Wyborcza |         |       |

### Mandat nr 205 – bezpartyjny
| Kandydat                                                          | Głosów  | %     |
| ----------------------------------------------------------------- | ------- | ----- |
| Epaminondas Osiatyński                                            | 176 728 | 81,69 |
| Wojomir Wojciechowski                                             | 29 019  | 13,41 |
| Liczba głosów ważnych: 216 339 Źródło: Państwowa Komisja Wyborcza |         |       |